# Xiayuan (köpinghuvudort i Kina, Jiangsu Sheng, lat 32,23, long 120,63)
Xiayuan är en köpinghuvudort i Kina. Den ligger i provinsen Jiangsu, i den östra delen av landet, omkring 170 kilometer öster om provinshuvudstaden Nanjing. Antalet invånare är 54 190. Befolkningen består av 28 385 kvinnor och 25 805 män. Barn under 15 år utgör 11,0 %, vuxna 15-64 år 70 %, och äldre över 65 år 17,0 %.
Runt Xiayuan är det tätbefolkat, med 790 invånare per kvadratkilometer. Närmaste större samhälle är Changjiang, 15,7 km sydväst om Xiayuan. Trakten runt Xiayuan består till största delen av jordbruksmark.
Genomsnittlig årsnederbörd är 1 284 millimeter. Den regnigaste månaden är juli, med i genomsnitt 239 mm nederbörd, och den torraste är januari, med 34 mm nederbörd.